# Rhodafra marshalli
Rhodafra marshalli är en fjärilsart som beskrevs av Rothschild och Jordan 1903. Rhodafra marshalli ingår i släktet Rhodafra och familjen svärmare. Inga underarter finns listade.